# Bessunger Straße 48, 54, 60 / Ludwigshöhstraße 2, 4 (Darmstadt)
Die Wohnanlage Bessunger Straße 48, 54, 60 / Ludwigshöhstraße 2, 4 ist ein Bauwerk in Darmstadt-Bessungen. 

## Geschichte und Beschreibung
Das viergeschossige Eckgebäude des sozialen Wohnungsbaus wurde in den Jahren 1928–1929 nach Plänen des Architekten August Buxbaum erbaut.
Das Stadtbild prägende Anwesen erinnert stilistisch an die Wiener Kommunalbauten der Zwischenkriegszeit.
Die viergeschossige Wohnanlage staffelt sich um einen annähernd quadratischen Innenhof.
Das bastionsartige Erdgeschoss und die Gesimsbänder betonen die horizontale Gliederung der Wohnanlage.
Eine dynamische, raumgestaltende Staffelung ergibt sich durch die mit flachem Satteldach betonte Torüberbauung und den elementartig aufgesetzten flachen Erkern.

## Denkmalschutz
Aus architektonischen, baukünstlerischen und stadtgeschichtlichen Gründen steht die Wohnanlage unter Denkmalschutz.